# Be-Bop-A-Lula
Be-Bop-A-Lula é um canção de rockabilly, gravada pela primeira vez em 1956, por Gene Vincent and His Blue Caps.
A música já foi interpretada por vários artistas como Elvis Presley, Eric Burdon, Jerry Lee Lewis, The Beatles, Suicide, David Cassidy, The Everly Brothers, Foghat, John Lennon, Paul McCartney, Gene Summers, Carl Perkins, Raul Seixas, Demented Are Go, Stray Cats, Queen, Pat Boone etc.

## História
A Composição desta canção é creditada à Gene Vincent e seu empresário, Bill “Sheriff Tex” Davis. Algumas fontes dizem que essa canção começou a ser composta em 1955, quando Vincent estava se recuperando de um acidente de moto no Hospital da Marinha dos Estados Unidos em Norfolk, Virginia. Lá, ele conheceu Donald Graves, quem supostamente escreveu a letra, enquanto Vincent escrevia a melodia. A música chamou a atenção de Davis, que teria comprado os direitos autorais da canção por 50 dólares (fontes variam quanto à quantidade exata), e tenha creditado a si mesmo como compositor. Davis afirmou que compôs a canção com Gene Vincent depois de ouvir a canção “Don’t Bring Lulu”, e o próprio Vincent afirmou algumas vezes que ele compôs a letra inspirado em uma história em quadrinhos, “Little Lulu" (Luluzinha no Brasil)”: "Chego completamente bêbado e tropeço na cama. E eu e Don Graves estávamos olhando para este livro sangrento; era chamado Little Lulu.E eu disse: "Caramba, cara, é 'Be-Bop-a-Lulu'. E ele disse, 'Sim, cara, balançando.' E nós escrevemos essa canção." A frase "Be-Bop-a-Lula" é semelhante a "Be-Baba-Leba", o título do terceiro lugar nas paradas de R&B de Helen Humes em 1945, que se tornou um grande sucesso quando gravado por Lionel Hampton como " Ei! Ba-Ba-Re-Bop. " Essa frase, ou algo muito semelhante, foi amplamente usada nos círculos do jazz na década de 1940, dando seu nome ao estilo bebop, e possivelmente sendo derivada do grito de "Arriba! Arriba!" usado por bandleaders latino-americanos para encorajar os membros da banda.
Está na #102 posição da lista das 500 melhores canções de todos os tempos, da revista Rolling Stone.